# Pignataro Maggiore
Pignataro Maggiore – miejscowość i gmina we Włoszech, w regionie Kampania, w prowincji Caserta.
Według danych na rok 2004 gminę zamieszkiwały 6472 osoby, 208,8 os./km².